# 西藏无柱兰
西藏无柱兰（学名：Amitostigma tibeticum）为兰科无柱兰属的植物。分布于中国大陆的云南、西藏等地，生长于海拔3,660米至4,350米的地区，多生在生进：高山潮湿草地中，目前尚未由人工引种栽培。
其种加词“tibeticum”意为“西藏的”。
现接受名为西藏无柱兰（Ponerorchis tibetica (Schltr.) X.H.Jin, Schuit. & W.T.Jin, 2014）。